# Lepturdrys novemlineata
Lepturdrys novemlineata là một loài bọ cánh cứng trong họ Cerambycidae.